# 国务院政治研究室
国务院政治研究室是“文革”运动后期为全面整顿的目的而设立的一个机构。它不是以前曾存在过的“中共中央政治研究室”，与后来（1988年始存在而至今日）的“国务院研究室”亦无关联。

## 机构始末
“文革”中，邓小平在林彪陨灭后于1973年复出，采纳李新（抗战时期邓小平的老部下，在邓任中共中央北方局代理书记时曾担任北方局组织部组织科长）的建议，设立政治研究室，隶属国务院。国务院政治研究室（以下简称政研室）于1975年6月成立，存在了4年，到1979年与中央办公厅研究室合并。政研室作为“全面整顿”时期党中央国务院的参谋班子和写作班子，由邓小平直接领导。
当时政研室有过七位名义上的负责人——胡乔木、吴冷西、胡绳、熊复、于光远、李鑫、邓力群（前六位系经邓最初提议，后来加上了邓力群），但经常视事者只有胡乔木、于光远和邓力群。政研室初未设主任，胡乔木是主要负责人。
根据政研室骨干成员冯兰瑞回忆记述，该机构曾历经如次之几个阶段：一、起草出《论全党全国各项工作的总纲》（即《论总纲》）以及《科学院工作汇报提纲》等文件；二、在“批邓、反击右倾翻案风”运动中这些文件被列为“大毒草”遭到批判，政研室更被污蔑为“邓记谣言公司”，其工作及职能遭到阻挠破坏；三、“四人帮”就捕之后，政研室成员各自积极著文发表，拨乱反正，批判“四人帮”；四、1977年初（时邓小平尚未再次复出），国务院即拟议撤销政研室，至7月间邓正式复出前后乃决定保留；五、1978年6月，“国务院政治研究室”正式改称“国务院研究室”，其后所做的事情常与中国社会科学院难分彼此（或因三位负责人胡乔木、于光远、邓力群均兼任这两个单位的领导）；六、1979年，在中共中央的理论务虚会之后，“国务院研究室”最终并入中央办公厅研究室，政研室自此不复存在。